# هلموت بنتاس
هلموت بنتاس (انگلیسی: Helmut Benthaus؛ زادهٔ ۵ ژوئن ۱۹۳۵) بازیکن فوتبال اهل سوئیس است.
از باشگاه‌هایی که در آن بازی کرده‌است می‌توان به باشگاه فوتبال کلن، باشگاه فوتبال مونیخ ۱۸۶۰، و باشگاه فوتبال بازل اشاره کرد.
وی همچنین در تیم ملی فوتبال آلمان بازی کرده‌است.